# Rongkalsøy
Rongkalsøy ou Rongkalsøya est une île norvégienne du comté de Hordaland appartenant administrativement à Bømlo.

## Description
Rocheuse et désertique, elle s'étend sur environ 443 m de longueur pour une largeur approximative de 85 m.